# 鈴木氏亨
鈴木 氏亨（すずき しこう、1885年〈明治18年〉10月4日 – 1948年〈昭和23年〉1月15日）は、日本の新聞記者、編集者。菊池寛の秘書を務めたのち、1923年に創刊された月刊誌『文藝春秋』の編集に加わり、のちに文藝春秋社の専務取締役を務めた。

## 略歴
1885年（明治18年）10月4日、宮城県仙台市に生まれる。早稲田大学を卒業後、文芸誌『新小説』の記者として編集・執筆の道に入った。
1923年（大正12年）、菊池寛が創刊した『文藝春秋』に編集同人として参加。創刊号には「時代は移る」を寄稿している。以後、編集・経営の両面で同誌の発行体制を支え、専務取締役に就任した。
1948年（昭和23年）1月15日、長野県軽井沢の自宅にて死去。

## 著作
- 『酒通』 四六書院〈通叢書〉、1930年。国立国会図書館デジタルコレクション 閲覧
- 『火線を越して 満洲・上海事件美談集』 先進社、1932年。 閲覧
- 『江戸囃男祭 昭和草双紙』 春秋社、1935年。 閲覧
- 『菊池寛伝』 実業之日本社、1937年。 閲覧
- 『村田銃発明物語』 教養社、1942年。 閲覧

## 関連人物
- 菊池寛 – 文藝春秋創設者であり、鈴木の上司・師匠格。鈴木は『菊池寛伝』を著しており、その関係の深さが窺える鈴木氏亨『菊池寛伝』実業之日本社、1937年。
- 横光利一 – 『文藝春秋』の初期寄稿者のひとり。鈴木が編集者として関わった作品も複数あり、誌面構成における重要人物とされた 文藝春秋八十年史. 文藝春秋. (2003). pp. 75。
- 久米正雄 – 『文藝春秋』創刊期からの寄稿作家。菊池寛の葬儀では葬儀委員長を務め、鈴木との交流も深かったとされる“久米正雄とは”.   コトバンク. 2025年7月8日閲覧。